# Niederer Sarstein
Niederer Sarstein är en bergstopp i Österrike.   Den ligger i distriktet Liezen och förbundslandet Steiermark, i den centrala delen av landet, 210 km väster om huvudstaden Wien. Toppen på Niederer Sarstein är 1 965 meter över havet, eller 1 096 meter över den omgivande terrängen. Bredden vid basen är 8,1 km.
Terrängen runt Niederer Sarstein är bergig söderut, men norrut är den kuperad. Närmaste större samhälle är Bad Aussee, 6,4 km öster om Niederer Sarstein. 
I omgivningarna runt Niederer Sarstein växer i huvudsak blandskog. Runt Niederer Sarstein är det ganska glesbefolkat, med 26 invånare per kvadratkilometer.